# DDR-Meisterschaften im Hallenfaustball 1980/81
Die DDR-Meisterschaften im Hallenfaustball 1980/81 waren die 29. Austragung der DDR-Meisterschaften der Männer und Frauen im Hallenfaustball der DDR in der Saison 1980/81. Die Saison begann im November 1980. Die Finalturniere fanden in Erfurt statt.
An den Finalturnieren nahmen die jeweils vier bestplatzierten Mannschaften der DDR-Oberliga teil.

## Frauen
Endstand
| Platz | Mannschaft              |
| ----- | ----------------------- |
| 1.    | BSG Chemie Weißwasser   |
| 2.    | BSG Pentacon Dresden    |
| 3.    | BSG Lokomotive Schleife |
| 4.    |                         |

## Männer
Endstand
| Platz | Mannschaft               |
| ----- | ------------------------ |
| 1.    | BSG Chemie Zeitz         |
| 2.    | BSG Lokomotive Dresden I |
| 3.    | ISG Hirschfelde          |
| 4.    |                          |

## Weblink
- Faustball-DDR-Meisterschaften auf sport-komplett.de